# میا-دونگ
میا-دونگ (به لاتین: Mia-dong) یک منطقهٔ مسکونی در کره جنوبی است که در Gangbuk District واقع شده‌است.